# Santiago Astete
Santiago Astete fue un hacendado y político peruano.
En 1884 formó parte de la Asamblea Constituyente convocada por el presidente Miguel Iglesias luego de la firma del Tratado de Ancón que puso fin a la Guerra del Pacífico. Esta asamblea no sólo ratificó dicho tratado sino también ratificó como presidente provisional a Miguel Iglesias, lo que condujo a la Guerra civil peruana de 1884-1885.